# Spada magica
Il termine spada magica indica un qualsiasi tipo di spada mitologica, immaginaria o leggendaria che è dotata, in quanto oggetto magico, di un potere speciale che ne incrementa la forza o che le attribuisce facoltà particolari.

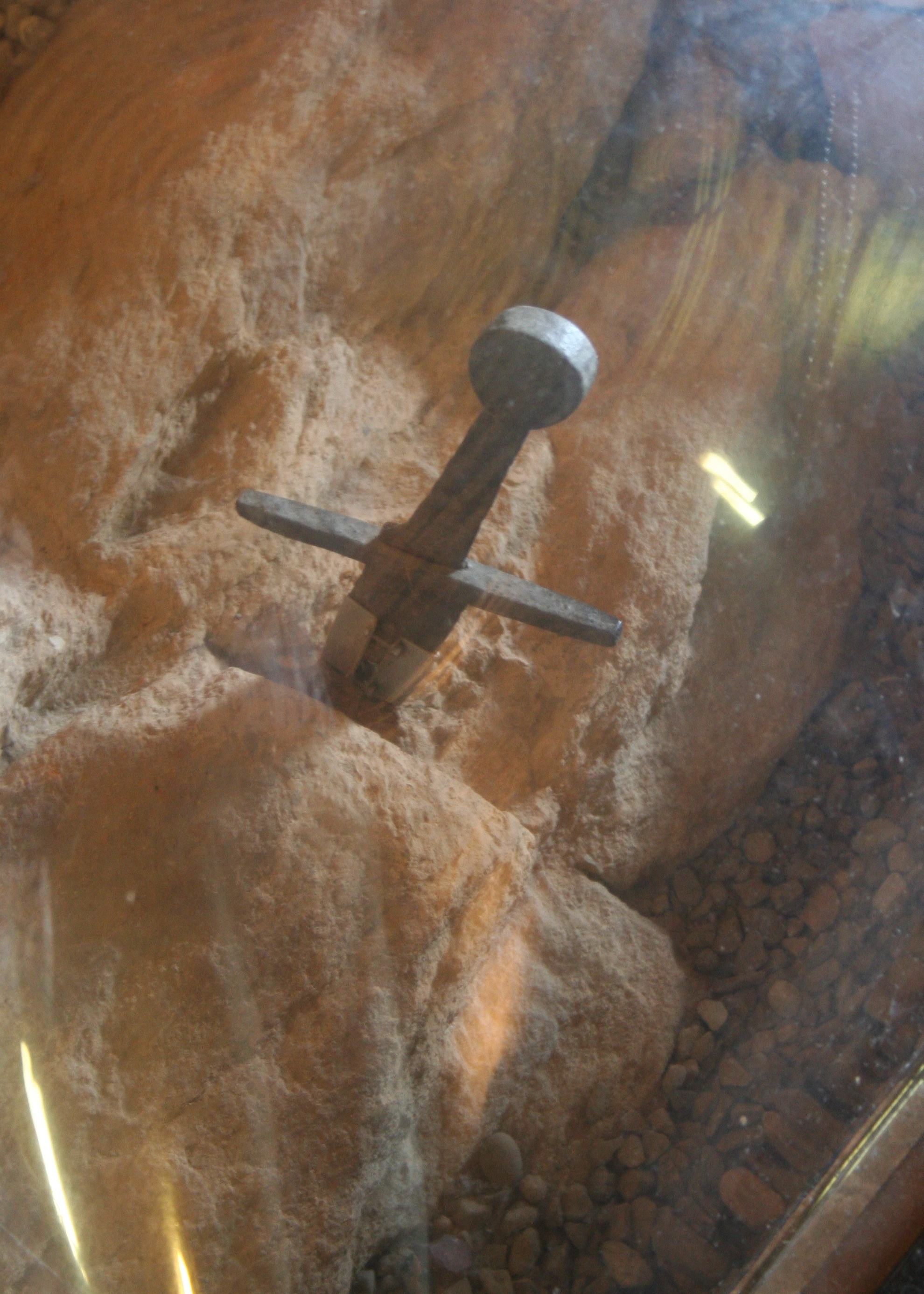
Una spada nella roccia attribuita a San Galgano, situata nell'omonima cappella a Montesiepi (Siena)

## La spada magica nella letteratura fantastica
La spada magica è uno degli elementi fondamentali di un romanzo fantasy improntato in stile classico. Una spada magica compare, infatti, nel ciclo di Shannara di Terry Brooks, nella saga La spada della verità, nel cartone animato della Disney Taron e la pentola magica ed anche ne Il Signore degli Anelli di J. R. R. Tolkien, dove assume un tono più leggendario che propriamente magico. 
Una spada magica compare anche nella serie di romanzi di Harry Potter, di J. K. Rowling ed è tuttora il più amato "oggetto del desiderio" posto al centro di una ricerca, dagli autori di romanzi fantasy. Nel Ciclo dell'Eredità, Rhunön, un'elfa, forgia le spade dei Cavalieri dei Draghi